# Lijst van beelden in Land van Cuijk
Dit is een (onvolledige) Lijst van beelden in Land van Cuijk. De Nederlandse gemeente  Land van Cuijk ontstond op 1 januari 2022 door een fusie van de voormalige gemeenten Boxmeer, Cuijk, Sint Anthonis, Mill en Sint Hubert en Grave.
Onder een beeld wordt hier verstaan elk driedimensionaal kunstwerk in de openbare ruimte van de gemeente Land van Cuijk, waarbij beeld wordt gebruikt als verzamelbegrip voor sculpturen, standbeelden, installaties, gedenktekens en overige beeldhouwwerken.

## Boxmeer
- Zie Lijst van beelden in Boxmeer voor een overzicht

## Cuijk
- Zie Lijst van beelden in Cuijk voor een overzicht

## Sint Anthonis
- Zie Lijst van beelden in Sint Anthonis voor een overzicht

## Mill en Sint Hubert
- Zie Lijst van beelden in Mill en Sint Hubert voor een overzicht

## Grave
- Zie Lijst van beelden in Grave voor een overzicht